# 前堂ニイナ
前堂 ニイナ（まえどう ニイナ）は、沖縄で活動するモデル、ラジオパーソナリティ。
日本のほかメキシコ、コロンビア、フランス、韓国と計5つの国の血が流れるハーフクォーター。
リポーター、イベントや結婚式の司会、テレビCMのほか、シンガーソングライターのNiinaとしても活動している。

## 来歴
- 中学高校の6年間、現代版組踊『肝高の阿麻和利』出演。
- 高校卒業後に上京。音楽活動やモデル、ダンサーとして活動。
- コロンビア、香港で3年半の語学留学。
- 帰沖後、2014年夏よりラジオ沖縄のラジオカーリポーターなど活動。
- 2016年 第41代 沖縄市観光大使　ミスハイビスカス[2][3]

## 主な出演

### ファッションショー
- Roxy2009 Spring新作ファッションショー
- Macmillan Hair Collection 2008東京コレクション
- Bay Club Hair Show @ Club IKSPIARI

### 舞台
- 『ニイナとオジイの戦世〜めぐりめぐる命の惨禍〜』（2010年･2011年）  - テーマソング『夏の海風』ボーカル・舞台注入歌
- 虎姫一座 『浅草昭和歌謡 Reviewshow』(2011年アミューズ) - メインボーカル

### テレビ
- 沖縄テレビ
  - ライオンのハイサイ新婚さん – リポーター
- 琉球朝日放送
  - よんなー朗報TV - メインパーソナリティ（2020年4月 - 2020年7月）

### ラジオ
- ラジオ沖縄
  - ピンと!Style - ラジオカーリポーター
  - カラフル☆ - ラジオカーリポーター
  - SUSUの言わせてもらうわ - パーソナリティ
  - バルーン - ラジオカーリポーター
  - ティーサージ・パラダイス - スタジオパーソナリティ（2014年4月 - 2015年9月）、ラジオカーリポーター（2018年10月 - 2020年3月）
  - ユーグラデーションタイム チョイス!! - 報道ラジオカーリポーター（2018年1月 - 2018年9月）
  - GOO to Me too- ラジオカーリポーター（2018年1月 - 2020年9月）
  - 華華天国- ラジオカーリポーター（2020年9月 - ）
  - YAKKEE FRIENDS（ヤッケーフレンズ）（オリジナルポッドキャスト） - 山田美南海、長嶺花菜とのMC（2022年10月 - ）
- FMぎのわん
  - ドラゴンアイズ - メインパーソナリティー

### 楽曲
- Smile☆Sign（2009年 Fugaimaginations） -  Niina名義のマキシシングル
  - Smile☆Sign - FMヨコハマ『YOKOHAMA MUSIC AWARD』2009年12月～2010年2月エントリーアーティスト第1位、27代目グランプリ[4]。
  - キムタカノアマウリ

### CM
- 三井不動産
  - リゾートホテルはいむるぶし（出演･テーマソング『ぬちぐすい』作詞作曲）
- オリオンビールサザンスター
- オリックス

- 三井不動産

### その他
- フリーペーパー「be-o」 - 2015カバーガール（グランプリ受賞）